# Arroyo Hondo 1.ª Sección (Santa Teresa A)
Arroyo Hondo 1.ª Sección (Santa Teresa A) es un ejido del municipio de Cárdenas ubicado en la subregión de la Chontalpa del estado mexicano de Tabasco.

## Geografía
La localidad se ubica a 6.6 kilómetros (en dirección oeste) de la localidad de Cárdenas, la cabecera y lugar más poblado del municipio. Se sitúa en las coordenadas geográficas 18°00′58″N 93°26′13″O / 18.016111, -93.436944, a una elevación de 12 metros sobre el nivel del mar.

## Demografía
Según el Conteo de Población y Vivienda 2020, efectuado por el Instituto Nacional de Estadística y Geografía, la localidad de Arroyo Hondo 1.ª Sección (Santa Teresa A) tiene 4,000 habitantes, de los cuales 1,994 son del sexo masculino y 2,006 del sexo femenino. Su tasa de fecundidad es de 2.68 hijos por mujer y tiene 1,037 viviendas particulares habitadas.
| Gráfica de evolución demográfica de Arroyo Hondo 1.ª Sección (Santa Teresa A) entre 1910 y 2020 |
|                                                                                                 |
| INEGI.                                                                                          |